# Teódulo Ramírez
Coronel Teódulo Ramírez Vela fue un militar mexicano que participó en la Revolución mexicana. Nació el 17 de febrero de 1865, en Ciudad Guerrero, Tamaulipas, México. Sus padres eran Manuel Ramírez Gutiérrez y Teresa Vela Benavides. Muy chico radicó en Ciudad Guerrero, Teódulo ya de joven dividió su tiempo entre aquella ciudad y el rancho de su familia llamado El Ramireño en el Condado de Zapata, Texas. En 1894 él se casó con María del Refugio Benavides. 
En 1913 Teódulo Ramírez se unió a las fuerzas armadas para luchar en la Revolución mexicana, obteniendo rápidamente el grado de Coronel. En Tamaulipas, Ramírez luchó junto a la " Brigada Caballero" de las fuerzas de General Luis Caballero del 5o División del Noreste. En 1914 Ramírez también participó en la Ocupación del Puerto de Veracruz con la 21 División bajo las órdenes de General César López de Lara. A mediados de 1915 hizo prisionero en las cercanías de los Aldamas, Nuevo León, al General Eugenio Aguirre Benavides, mandándolo fusilar en un injusto consejo de Guerra el 2 de junio de 1915. Continuó su carrera militar hasta 1924, cuando contrajo una enfermedad grave, por lo que fue transferido a un hospital militar en la Ciudad de México. Teódulo Ramírez murió el 23 de noviembre de 1924. Al principio fue enterrado en el Panteón Español en la Ciudad de México, sus restos fueron transferidos en 1952 según sus deseos familiares a Ciudad Victoria, Tamaulipas.
- Datos: Q5414115